# Tour de Slovénie 2016
Le Tour de Slovénie 2016 est la 23e édition de cette course cycliste sur route masculine. Il a eu lieu du 16 au 19 juin 2016. Il figure au calendrier de l'UCI Europe Tour 2016 en catégorie 2.1. et comprend quatre étapes.

## Présentation

### Équipes
Les organisateurs ont convié 19 formations : 6 équipes World Tour, 6 formations de deuxième division, 6 équipes continentales et une équipe nationale.
| WorldTeams (6)- Sky - Tinkoff - Katusha - Lampre-Merida - Orica-GreenEDGE - Dimension Data Équipes continentales professionnelles (6)- Bora-Argon 18 - Bardiani CSF - Androni Giocattoli-Sidermec - Topsport Vlaanderen-Baloise - Gazprom-RusVelo - Nippo-Vini Fantini Équipes continentales (6)- Adria Mobil - Radenska Ljubljana - Meridiana Kamen - Amplatz-BMC - Norda-MG.Kvis - SKC Tufo Prostějov Équipe nationale- Slovénie |
| |

## Étapes
| Étape     | Date    | Villes étapes                | type                        | Distance (km) | Vainqueur d'étape | Leader du classement général |
| --------- | ------- | ---------------------------- | --------------------------- | ------------- | ----------------- | ---------------------------- |
| 1re étape | 16 juin | Ljubljana – Koper            | étape de moyenne montagne   | 175,7         | Jens Keukeleire   | Jens Keukeleire              |
| 2e étape  | 17 juin | Nova Gorica – Golte          | étape de montagne           | 217,2         | Rein Taaramäe     | Rein Taaramäe                |
| 3e étape  | 18 juin | Celje – Celjska koca         | contre-la-montre individuel | 16,8          | Diego Ulissi      | Rein Taaramäe                |
| 4e étape  | 19 juin | Rogaska Slatina – Novo Mesto | étape de moyenne montagne   | 179,1         | Alexander Porsev  | Rein Taaramäe                |

## Déroulement de la course

### 1reétape
| \| Classement de l'étape \| Classement de l'étape \| Classement de l'étape \| Classement de l'étape \| Classement de l'étape \| \| Coureur \| Coureur \| Pays \| Équipe \| Temps \| \| --------------------- \| --------------------- \| --------------------- \| --------------------- \| --------------------- \| \| 1er \| Jens Keukeleire \| Belgique \| Orica-GreenEDGE \| 4 h 27 min 33 s \| \| 2e \| Diego Ulissi \| Italie \| Lampre-Merida \| + 0 s \| \| 3e \| Scott Thwaites \| Royaume-Uni \| Bora-Argon 18 \| + 0 s \| |                 |             |                 |                 |
| |                 |             |                 |                 |
| |                 |             |                 |                 |
| Classement de l'étape |                 |             |                 |                 |
| Coureur | Coureur         | Pays        | Équipe          | Temps           |
| 1er | Jens Keukeleire | Belgique    | Orica-GreenEDGE | 4 h 27 min 33 s |
| 2e | Diego Ulissi    | Italie      | Lampre-Merida   | + 0 s           |
| 3e | Scott Thwaites  | Royaume-Uni | Bora-Argon 18   | + 0 s           |

| \| Classement général \| Classement général \| Classement général \| Classement général \| Classement général \| \| Coureur \| Coureur \| Pays \| Équipe \| Temps \| \| ------------------ \| ------------------ \| ------------------ \| ------------------ \| ------------------ \| \| 1er \| Jens Keukeleire \| Belgique \| Orica-GreenEDGE \| 4 h 27 min 33 s \| \| 2e \| Diego Ulissi \| Italie \| Lampre-Merida \| + 0 s \| \| 3e \| Scott Thwaites \| Royaume-Uni \| Bora-Argon 18 \| + 0 s \| |                 |             |                 |                 |
| |                 |             |                 |                 |
| |                 |             |                 |                 |
| Classement général |                 |             |                 |                 |
| Coureur | Coureur         | Pays        | Équipe          | Temps           |
| 1er | Jens Keukeleire | Belgique    | Orica-GreenEDGE | 4 h 27 min 33 s |
| 2e | Diego Ulissi    | Italie      | Lampre-Merida   | + 0 s           |
| 3e | Scott Thwaites  | Royaume-Uni | Bora-Argon 18   | + 0 s           |

### 2eétape
| \| Classement de l'étape \| Classement de l'étape \| Classement de l'étape \| Classement de l'étape \| Classement de l'étape \| \| Coureur \| Coureur \| Pays \| Équipe \| Temps \| \| --------------------- \| --------------------- \| --------------------- \| --------------------------- \| --------------------- \| \| 1er \| Rein Taaramäe \| Estonie \| Katusha \| 5 h 46 min 40 s \| \| 2e \| Jack Haig \| Australie \| Orica-GreenEDGE \| + 36 s \| \| 3e \| Egan Bernal \| Colombie \| Androni Giocattoli-Sidermec \| + 50 s \| |               |           |                             |                 |
| |               |           |                             |                 |
| |               |           |                             |                 |
| Classement de l'étape |               |           |                             |                 |
| Coureur | Coureur       | Pays      | Équipe                      | Temps           |
| 1er | Rein Taaramäe | Estonie   | Katusha                     | 5 h 46 min 40 s |
| 2e | Jack Haig     | Australie | Orica-GreenEDGE             | + 36 s          |
| 3e | Egan Bernal   | Colombie  | Androni Giocattoli-Sidermec | + 50 s          |

| \| Classement général \| Classement général \| Classement général \| Classement général \| Classement général \| \| Coureur \| Coureur \| Pays \| Équipe \| Temps \| \| ------------------ \| ------------------ \| ------------------ \| --------------------------- \| ------------------ \| \| 1er \| Rein Taaramäe \| Estonie \| Katusha \| 10 h 14 min 16 s \| \| 2e \| Jack Haig \| Australie \| Orica-GreenEDGE \| + 36 s \| \| 3e \| Egan Bernal \| Colombie \| Androni Giocattoli-Sidermec \| + 50 s \| |               |           |                             |                  |
| |               |           |                             |                  |
| |               |           |                             |                  |
| Classement général |               |           |                             |                  |
| Coureur | Coureur       | Pays      | Équipe                      | Temps            |
| 1er | Rein Taaramäe | Estonie   | Katusha                     | 10 h 14 min 16 s |
| 2e | Jack Haig     | Australie | Orica-GreenEDGE             | + 36 s           |
| 3e | Egan Bernal   | Colombie  | Androni Giocattoli-Sidermec | + 50 s           |

### 3eétape
| \| Classement de l'étape \| Classement de l'étape \| Classement de l'étape \| Classement de l'étape \| Classement de l'étape \| \| Coureur \| Coureur \| Pays \| Équipe \| Temps \| \| --------------------- \| --------------------- \| --------------------- \| --------------------- \| --------------------- \| \| 1er \| Diego Ulissi \| Italie \| Lampre-Merida \| 28 min 23 s \| \| 2e \| Rein Taaramäe \| Estonie \| Katusha \| + 4 s \| \| 3e \| Omar Fraile \| Espagne \| Dimension Data \| + 52 s \| |               |         |                |             |
| |               |         |                |             |
| |               |         |                |             |
| Classement de l'étape |               |         |                |             |
| Coureur | Coureur       | Pays    | Équipe         | Temps       |
| 1er | Diego Ulissi  | Italie  | Lampre-Merida  | 28 min 23 s |
| 2e | Rein Taaramäe | Estonie | Katusha        | + 4 s       |
| 3e | Omar Fraile   | Espagne | Dimension Data | + 52 s      |

| \| Classement général \| Classement général \| Classement général \| Classement général \| Classement général \| \| Coureur \| Coureur \| Pays \| Équipe \| Temps \| \| ------------------ \| ------------------ \| ------------------ \| ------------------ \| ------------------ \| \| 1er \| Rein Taaramäe \| Estonie \| Katusha \| 10 h 42 min 43 s \| \| 2e \| Jack Haig \| Australie \| Orica-GreenEDGE \| + 1 min 42 s \| \| 3e \| Jan Bárta \| Tchéquie \| Bora-Argon 18 \| + 2 min 38 s \| |               |           |                 |                  |
| |               |           |                 |                  |
| |               |           |                 |                  |
| Classement général |               |           |                 |                  |
| Coureur | Coureur       | Pays      | Équipe          | Temps            |
| 1er | Rein Taaramäe | Estonie   | Katusha         | 10 h 42 min 43 s |
| 2e | Jack Haig     | Australie | Orica-GreenEDGE | + 1 min 42 s     |
| 3e | Jan Bárta     | Tchéquie  | Bora-Argon 18   | + 2 min 38 s     |

### 4eétape
| \| Classement de l'étape \| Classement de l'étape \| Classement de l'étape \| Classement de l'étape \| Classement de l'étape \| \| Coureur \| Coureur \| Pays \| Équipe \| Temps \| \| --------------------- \| --------------------- \| --------------------- \| --------------------- \| --------------------- \| \| 1er \| Alexander Porsev \| Russie \| Katusha \| 4 h 27 min 46 s \| \| 2e \| Rüdiger Selig \| Allemagne \| Bora-Argon 18 \| + 0 s \| \| 3e \| Kristian Sbaragli \| Italie \| Dimension Data \| + 0 s \| |                   |           |                |                 |
| |                   |           |                |                 |
| |                   |           |                |                 |
| Classement de l'étape |                   |           |                |                 |
| Coureur | Coureur           | Pays      | Équipe         | Temps           |
| 1er | Alexander Porsev  | Russie    | Katusha        | 4 h 27 min 46 s |
| 2e | Rüdiger Selig     | Allemagne | Bora-Argon 18  | + 0 s           |
| 3e | Kristian Sbaragli | Italie    | Dimension Data | + 0 s           |

## Classements finals

### Classement général
| \| Classement général \| Classement général \| Classement général \| Classement général \| Classement général \| \| Coureur \| Coureur \| Pays \| Équipe \| Temps \| \| ------------------ \| ------------------ \| ------------------ \| ------------------ \| ------------------ \| \| 1er \| Rein Taaramäe \| Estonie \| Katusha \| 15 h 10 min 29 s \| \| 2e \| Jack Haig \| Australie \| Orica-GreenEDGE \| + 1 min 42 s \| \| 3e \| Jan Bárta \| Tchéquie \| Bora-Argon 18 \| + 2 min 38 s \| |               |           |                 |                  |
| |               |           |                 |                  |
| |               |           |                 |                  |
| Classement général |               |           |                 |                  |
| Coureur | Coureur       | Pays      | Équipe          | Temps            |
| 1er | Rein Taaramäe | Estonie   | Katusha         | 15 h 10 min 29 s |
| 2e | Jack Haig     | Australie | Orica-GreenEDGE | + 1 min 42 s     |
| 3e | Jan Bárta     | Tchéquie  | Bora-Argon 18   | + 2 min 38 s     |

### Classements annexes
|   | Cycliste | Équipe | Points |
| - | -------- | ------ | ------ |
| 1 | '        |        |        |
| 2 |          |        |        |
| 3 |          |        |        |

|   | Cycliste | Équipe | Points |
| - | -------- | ------ | ------ |
| 1 | '        |        |        |
| 2 |          |        |        |
| 3 |          |        |        |

|   | Cycliste | Équipe | Points |
| - | -------- | ------ | ------ |
| 1 | '        |        |        |
| 2 |          |        |        |
| 3 |          |        |        |

|   | Équipe | Pays |    | Temps |
| - | ------ | ---- | -- | ----- |
| 1 |        |      | en |       |
| 2 |        |      | +  |       |
| 3 |        |      |    |       |

## Évolution des classements
| Étape | Vainqueur        | Classement général | Classement par points | Classement de la montagne | Classement des jeunes | Classement par équipe                       |
| ----- | ---------------- | ------------------ | --------------------- | ------------------------- | --------------------- | ------------------------------------------- |
| 1     | Jens Keukeleire  | Jens Keukeleire    | Jens Keukeleire       | Marek Čanecký             | Lorenzo Rota          | Équipe cycliste Lampre-Merida               |
| 2     | Rein Taaramäe    | Rein Taaramäe      | Jack Haig             | Jan Tratnik               | Egan Bernal           | Équipe cycliste Androni Giocattoli-Sidermec |
| 3     | Diego Ulissi     | Rein Taaramäe      | Jack Haig             | Jan Tratnik               | Egan Bernal           | Équipe cycliste Androni Giocattoli-Sidermec |
| 4     | Alexander Porsev | Rein Taaramäe      | Jack Haig             | Jan Tratnik               | Egan Bernal           | Équipe cycliste Androni Giocattoli-Sidermec |
| Final | Final            | Rein Taaramäe      | Jack Haig             | Jan Tratnik               | Egan Bernal           | Équipe cycliste Androni Giocattoli-Sidermec |